# Luis García Huidobro Aldunate
Luis García Huidobro y Aldunate (Paine, 2 de octubre de 1812 - Santiago, 4 de enero de 1879) fue un político chileno. 
Hijo de Vicente García Huidobro Morandé, tercer marqués de Casa Real, caballero de la Orden de Carlos III y ferviente realista; y de María del Carmen Martínez de Aldunate y Larraín. En su infancia vivió en la Hacienda El Principal, la que fue atacada y saqueada por las tropas patriotas.
Se casó con Clementina de la Cerda Troncoso, de la cual enviudó en 1853. En 1856 contrajo segundas nupcias, con su sobrina Teresa García Huidobro Eyzaguirre. Con ambas tuvo descendencia.
Militante del Conservador, fue elegido diputado propietario en 1843, representando a Rancagua, Cachapoal y Maipo. Reelecto en 1846 y 1849.
En 1861 fue elegido diputado por Valparaíso, siendo incluso vicepresidente de la Cámara de Diputados en junio de 1862. En este período integró la Comisión Permanente de Negocios Eclesiásticos.